# Герхард Шірмер
Герхард Шірмер (нім. Gerhart Schirmer; нар. 9 січня 1913, Хемніц — пом. 5 вересня 2004, Лауф, Баден-Вюртемберг) — німецький офіцер, оберст-лейтенант повітряно-десантних військ Вермахту. За часів Другої світової війни командував парашутним полком Люфтваффе. Кавалер Лицарського хреста з дубовим листям (1944).
За часів Другої світової війни командував парашутними взводами, ротами та батальйонами десантних військ Люфтваффе. Командував підрозділами під час проведення повітряно-десантних операцій у Голландії, Норвегії, Греції. Активно діяв у боях на Криті, на Східному фронті під Ленінградом, Києвом та Кіровоградом, у Північній Африці та на Західному фронті в Німеччині. У післявоєнний час продовжив службу в Бундесвері, командував 25-ю парашутною бригадою, оберст (1959).

## Біографія
Герхард Шірмер розпочав службу в саксонській державній поліції. 1 вересня 1935 року після трирічної служби в поліції, Шірмер приєднався до Люфтваффе. Спочатку він навчався в пілотній школі Люфтваффе в Обершляйсгаймі, а потім служив в авіаційному поліцейському полку в Ольденбурзі, де він став командиром 4-ї роти. 1 жовтня 1937 року він отримав звання лейтенанта і прийняв під своє командування 5-ту роту. 1 травня 1939 року Г. Шірмер добровольцем пішов до десантних військ, що створювалися на фондах поліцейських підрозділів. 15 вересня 1939 року призначений командиром 6-ї парашутної роти 2-го парашутного полку в Тангермюнде.
Під час Польської кампанії 6-та рота Шірмера за наказом оберста А. Штурма виконувала завдання з охорони аеродрому Дембліна. У 1940 році Г. Шірмер на чолі своєї роти брав участь у повітряно-десантних операціях в Голландії та Норвегії. У квітні 1941 року діяв у Грецькій кампанії, вів свій підрозділ у битву за Коринф. У травні 1941 року брав участь у десантуванні та боях на грецькому Криті. 14 червня 1941 року гауптман Г. Шірмер за бойові заслуги в боях на Криті був удостоєний Лицарського хреста Залізного хреста.
У листопаді 1941 року 2-й полк 2-го парашутної дивізії передислокували на німецько-радянський фронт. У червні 1942 року після жорстоких боїв полк повернули до Німеччини для відновлення боєздатності. Герхард Шірмер був переведений до 5-го парашутного полку (з лютого 1943 року частина була офіційно перейменована на єгерський полк «Герман Герінг»). У листопаді 1942 року діяв у Північній Африці, був командиром III батальйону.
Пізніше повернувся до Гальберштадта для відновлення 2-ї дивізії після боїв в Африці. 1 червня 1943 року Г. Шірмер підвищений у майори.
У жовтні 1943 року 2-га парашутна дивізія була відправлена на Східний фронт, в районі на захід від Києва, де стримувала наступ частин Червоної Армії. 15 грудня 1943 дивізія була перекинута авіацією в район Кіровограда для протидії прориву радянських військ. У районі Кіровограда підрозділ Г. Шірмера займав оборону до січня 1944 року, коли поновився наступ Червоної Армії.
Згодом Г. Шірмер отримав звання оберстлейтенант та перейняв під своє командування 16-й парашутний полк у Гальберштадті (з лютого 1943 року частина була офіційно перейменована в 3-й парашутно-танковий гренадерський полк «Герман Герінг»), який був перекинутий до Литви в липні 1944 року. Брав активну участь у боях у Балтійських країнах. За вміле керівництво військами в боях за Неммерсдорф та Ґолдап, Г. Шірмер відзначений дубовим листям до Лицарського хреста.
7 листопада 1944 року Г. Шірмер був арештований на фронті гестапо і доставлений до Берліна, де його звинуватили в причетності до заколоту 20 липня 1944 року. У січні 1945 року, після того, як ці звинувачення були спростовані, він був звільнений і направлений радником з питань протиповітряної оборони в штаб фельдмаршала В.Моделя.
30 квітня 1945 року Г. Шірмер та рештки штабної роти (близько 50 чоловіків) 1-ї навчальної дивізії Люфтваффе прорвалися до Гамбурга. 3 травня оберстлейтенант Г. Шірмер та гауптман Ф.-В. Вангерін були заарештовані британцями, а потім передані росіянам.
Герхард Шірмер п'ять років перебував ув'язненим радянськими військами в колишньому концентраційному таборі Заксенгаузен. У серпні 1950 року засуджений до примусової праці на термін 25 років у п'ятихвилинному судовому процесі в Берліні та депортований до Воркути до таборів. На початку 1956 року після 11 років позбавлення волі, він був звільнений.
12 січня 1956 року він, нарешті, повернувся додому. 1 грудня 1956 року Герхард Шірмер приєднався до Збройних Сил Федеративної Республіки Німеччина, де з 1956 до 1962 року він командував 25-ю парашутною бригадою. 1 квітня 1959 року був підвищений в оберсти. Потім він обіймав посаду в штабі командувача 2-го корпусу армійської авіації, а з 1 листопада 1968 року до виходу на пенсію 31 березня 1971 року він був інспектором військового округу в Штутгарті.

## Нагороди
- Нагрудний знак пілота
- Медаль «За вислугу років у Вермахті» 4-го класу (4 роки)
- Знак парашутиста Німеччини
- Медаль «У пам'ять 13 березня 1938 року»
- Медаль «У пам'ять 1 жовтня 1938»
- Залізний хрест 2-го і 1-го класу (28 травня 1940) — отримав 2 нагороди одночасно.
- Почесний Кубок Люфтваффе (5 червня 1940)
- Лицарський хрест Залізного хреста з дубовим листям
  - лицарський хрест (14 червня 1941)
  - дубове листя (№ 657; 18 листопада 1944)
- Нарукавна стрічка «Крит»
- Нагрудний знак «За поранення» в чорному
- Медаль «За зимову кампанію на Сході 1941/42» (1942)
- Нагрудний знак люфтваффе «За наземний бій»
- Медаль «За італо-німецьку кампанію в Африці» (Італія)
- Орден Слави (Туніс) 1-го класу
- Нарукавна стрічка «Африка»
- Німецький хрест в золоті (25 червня 1943)
- Відзначений у Вермахтберіхт (25 серпня 1944)